# Jaume Barrull i Pelegrí
Jaume Barrull i Pelegrí (Lleida, 1947) és un historiador català, és doctor en Història Moderna per la Universitat de Barcelona i ha estat professor d'Història Contemporània a la Universitat de Lleida.
Bona part de la seva recerca s'ha centrat en la història de les comarques ponentines durant l'època republicana: Les comarques de Lleida durant la Segona República (1930-1936) (1986), El Bloc Obrer i Camperol (Lleida, 1919-1937) (1990), Violència popular i justícia revolucionària. El Tribunal Popular de Lleida (1936-1937) (1995) o Humbert Torres. Metge, filòsof, polític (2009), Els escenaris del 6 d'octubre (2014) i Canvis polítics i qüestió religiosa. El bisbat de Lleida, 1931-1939 (2023), entre altres llibres i articles. És també coautor de la Història gràfica de Lleida (1991) i del volum VIII de la Història de Lleida (2003).
El 2015 es va estrenar en el camp de la narrativa amb el llibre Ànimes batudes, una novel·la ambientada en l'època de la Guerra Civil espanyola a Catalunya, a la qual va seguir Missa funeral el 2018.